# ربدانيات
الربدانيات (الاسم العلمي: Rhabditia) هي تحت طائفة من الديدان الأسطوانية تتبع طائفة المفرزانية.

## التصنيف
- الأسطونيات
  - الأسطوناويات
    - الأسطونينات